# Левомепромазин
Левомепромазин (англ. Levomepromazine, лат. Levomepromazinum, також Метотримепразин) — синтетичний лікарський засіб, що є похідним фенотіазину, та належить до групи антипсихотичних препаратів. Левомепромазин може застосовуватся як перорально, так і внутрішньом'язово, рідше внутрішньовенно.

## Фармакологічні властивості
Левомепромазин — синтетичний антипсихотичний препарат, що є похідним фенотіазину. Механізм дії препарату полягає у блокуванні дофамінових рецепторів у таламусі, гіпоталамусі, ретикулярній формації і лімбічній системі. Це призводить до значного блокування рухової активності, вираженого седативного ефекту, пригнічення сенсорної системи. Усі ці ефекти призводять до вираженого антипсихотичного ефекту. Левомепромазин має також альфа-адреноблокуючі властивості, і його застосування супроводжується значним зниженням артеріального тиску. Препарат має нижчий протиблювотний та холінолітичний ефект, ніж подібний за хімічною будовою аміназин, також має добре виражений антигістамінний ефект. Також, на відміну від аміназину, левомепромазин не посилює депресію, та має антидепресивні властивості. Препарат також має виражений знеболювальний ефект, за силою дії близький до морфіну, також левомепромазин має здатність потенціювати дію опіоїдів. Блокування дофамінових рецепторів при застосуванні левомепромазину призводить також до підвищення секреції пролактину в гіпофізі. Препарат застосовується при психічних розладах. що супроводжуються вираженим психомоторним збудженням та тривогою, при невропатичних розладах, безсонні, хронічній шизофренії, хронічних галюцинаторних психозах, больовому синдромі при невралгії трійчастого нерва та оперізуючому герпесі, а також при хронічному больовому синдромі та сверблячих дерматозах. При застосуванні левомепромазину спостерігається менше екстрапірамідних побічних ефектів, ніж у інших нейролептиків.

### Фармакокінетика
Левомепромазин швидко й добре всмоктується як після парентерального, так і після перорального застосування, біодоступність при пероральному застосуванні препарату становить 50—60 %. Максимальна концентрація левомепромазину після внутрішньом'язового введення досягається протягом 30—90 хвилин, а після перорального застосування протягом 1—3 годин. Препарат метаболізується в печінці з утворенням одного активного та кількох неактивних метаболітів. Виводиться левомепромазин з організму як із сечею, так і з жовчю. Період напіввиведення левомепромазину з організму значно коливається, та може становити від 16 до 78 годин.

## Покази до застосування
Левомепромазин застосовують при психічних розладах, що супроводжуються вираженим психомоторним збудженням та тривогою, при невропатичних розладах, безсонні, хронічній шизофренії, хронічних галюцинаторних психозах, вираженому больовому синдромі при невралгії трійчастого нерва та оперізуючому герпесі, при хронічному больовому синдромі та сверблячих дерматозах.

## Побічна дія
Хоча в більшості випадків застосування левомепромазину хворі переносять краще, ніж подібних за структурою нейролептиків, проте при його застосуванні часто спостерігаються побічні ефекти. Найчастішим побічним явищем при застосуванні препарату є акатизія Іншими побічними ефектами при застосуванні препарату є:
- Алергічні реакції — кропив'янка, фотодерматоз, набряк обличчя і гортані, синдром Лаєлла, еритема шкіри, бронхіальна астма, гарячка.
- З боку травної системи — нудота, блювання, запор, жовтяниця, диспепсія, сухість у роті, холестатичний синдром, некротизуючий ентероколіт, паралітична кишкова непрохідність.
- З боку нервової системи — сплутаність свідомості, дезорієнтація, зорові галюцинації, судоми, порушення мовлення, дискінезія, дистонія, паркінсонізм, опістотонус, посилення рефлексів, підвищення внутрішньочерепного тиску, реактивація симптомів психозу, кататонія, аденома гіпофіза, злоякісний нейролептичний синдром.
- З боку серцево-судинної системи — аритмії, подовження інтервалу QT, Синдром Морганьї — Адамса — Стокса, тахікардія, артеріальна гіпотензія, венозний тромбоз або тромбоемболія (включно з тромбоемболією легеневої артерії).
- З боку ендокринної системи — гінекомастія, галакторея, непереносимість глюкози, порушення менструального циклу, зменшення маси тіла.
- З боку сечостатевої системи — пріапізм, затримка сечопуску, знебарвлення сечі, хаотичні скорочення матки.
- Зміни в лабораторних аналізах — лейкопенія, агранулоцитоз, тромбоцитопенія, еозинофілія, панцитопенія.

## Протипокази
Левомепромазин протипоказаний при підвищеній чутливості до препарату, при важкому пригніченні нервової системи та передозування депресантами центральної нервової системи, закритокутовій глаукомі, затримці сечі, паркінсонізмі, розсіяному склерозі, важкій міастенії, геміплегії, важких серцево-судинних захворюваннях, тяжкій нирковій або печінковій недостатності, вираженій артеріальній гіпотензії, захворювання крові, порфірії.

## Форми випуску
Левомепромазин випускається у вигляді ампул по 1 мл 2,5 % розчину і таблеток по 0,025 г.